# Fröjereds distrikt
Fröjereds distrikt är ett distrikt i Tidaholms kommun och Västra Götalands län. 
Distriktet ligger nordost om Tidaholm. 

## Tidigare administrativ tillhörighet
Distriktet inrättades 2016 och utgörs av socknen Fröjered i Tidaholms kommun.
Området motsvarar den omfattning Fröjereds församling hade vid årsskiftet 1999/2000.